# Zuzanka (Zawiercie)
Zuzanka – osiedle Zawiercia znajdujące się w centralnej części miasta. Jest osiedlem o charakterze jednorodzinnym. W 2015 roku liczyło 2123 mieszkańców.

## Historia
W XVIII wieku folwark Zuzanka wchodził w skład dóbr kromołowskich. Nazwa folwarku pochodziła prawdopodobnie od imienia jego właścicielki, Zuzanny Gostkowskiej. W 1790 roku na terenie Zuzanki było 10 domów. W 1919 roku wieś Zuzanka należała do gminy Kromołów.
W 1961 roku Zawierciańska Spółdzielnia Mieszkaniowa na terenie Zuzanki rozpoczęła budowę własnego osiedla. Początkowo koncentrowano się na budownictwie wielorodzinnym, do 1967 roku oddając do użytku siedem bloków o prawie 300 mieszkaniach. Ponadto w latach 60. wytyczono ulice: Spółdzielczą, Słoneczną, Strumień, Wierczki, Źródlaną, Cichą i Czereśniową. W 1972 roku Huta Zawiercie rozpoczęła budowę domów jednorodzinnych z pumeksopyłobetonu. Budowa została ukończona około 1975 roku.
Uchwałą Rady Miejskiej z 1990 roku Zuzanka została wyodrębniona jako osiedle Zawiercia. W późniejszym czasie osiedle zostało podzielone na osiedla: Zuzanka i Zuzanka I, przy czym Zuzanka jest osiedlem o charakterze jednorodzinnym, a Zuzanka I – o charakterze wielorodzinnym.

## Ulice
W skład osiedla wchodzą ulice: Cegielniana, Cicha, Ciekawa, Czereśniowa, Dolna, Kombatantów, Kwietniowa, Łagodna, Łamana, Łośnicka (w części), Łukowa, Olchowa, Orzechowa, Owocowa, Przyjaciół, Słoneczna, Spółdzielcza, Stalowników, Strumień, Strumień-Wierczki (w części), Wierczki, Wierczki-Północ (w części), Widna, Wiśniowa, Zacisze, Zuzanka, Źródlana oraz Żytnia.